# Cacia dohertyana
Cacia dohertyana là một loài bọ cánh cứng trong họ Cerambycidae.